# De Chriscollectie
De Chriscollectie is een Vlaams compilatieprogramma van Eén waarin diverse archieffilmpjes van komiek Chris Van den Durpel werden vertoond en ook door hemzelf werden gepresenteerd. Er worden zowel fragmenten getoond uit Typisch Chris (van het toenmalige TV1) en van Chris & Co (VT4). Bekende Vlamingen die met Van den Durpel samenwerkten of zelf geparodieerd werden gaven commentaar.